# Тазларово (станция)

Тазларово (башк.: Таҙлар) — станция 5 класса Башкирского региона Куйбышевской железной дороги, расположенная на однопутной неэлектрифицированной линии Карламан - Мурапталово в деревне станции Тазларово Новокиешкинского сельсовета Кармаскалинского района республики Башкортостан.

## Расположение и инфраструктура
Железнодорожная станция расположена в границах одноимённоё пристанционной деревни. Возможен подъезд к станции на автотранспорте по грунтовой дороге. В 1,5 км. от станции расположена еще одна деревня - Тубяк-Тазларово. Общественный транспорт к станции не подходит. В окрестностях станции расположены жилые дома и поля.
Станция имеет два пути и одну боковую низкую платформу. Вокзала, навеса от непогоды и билетных касс не имеется. Коммерческие операции, выполняемые по станции: посадка и высадка пассажиров на (из) поезда пригородного и местного сообщения. Прием и выдача багажа не производятся.

## Дальнее сообщение
Пассажирские поезда №371/372 Уфа - Андижан и №381/382 Уфа - Ташкент на станции Тазларово не останавливаются.

## Пригородное сообщение
Станция Тазларово является промежуточной для всех пригородных поездов. Пригородное сообщение осуществляется рельсовыми автобусами РА1 и РА2. По состоянию на март 2020 года остановку на станции Тазларово имеют поезда:
- Стерлитамак — Карламан (ежедневно, 1 поезд в сообщении Стерлитамак - Карламан, 2 поезда в сообщении Карламан - Стерлитамак, время в пути от/до Стерлитамака - 1 час 44 минуты, от/до Карламана - 22 минуты)
- Стерлитамак — Уфа (ежедневно, 1 пара поездов, время в пути от/до Стерлитамака - 1 час 44 минуты, от/до Уфы - 1 час 55 минут)

Текущее расписание пригородных поездов по железнодорожной станции Тазларово можно посмотреть здесь:
- Расписание пригородных поездов. Яндекс.Расписания.